# Triraphis fuscipennis
Triraphis fuscipennis är en stekelart som beskrevs av Chen och He 1997. Triraphis fuscipennis ingår i släktet Triraphis och familjen bracksteklar. Inga underarter finns listade i Catalogue of Life.